# Michał Kazimierz Rokitnicki
Michał Kazimierz Rokitnicki herbu Prawdzic – szambelan królewski w 1782 roku, elektor Stanisława Augusta Poniatowskiego z ziemi dobrzyńskiej w 1764 roku, deputat na Trybunał Główny Koronny w 1777 roku, marszałek dobrzyński w konfederacji targowickiej,  starosta moszewski.
Był synem Tomasza i Kunegundy z Przeciszewskich.
W 1789 roku został kawalerem Orderu Świętego Stanisława.